# Úrvalsdeild 1925
Úrvalsdeild 1925 byl 14. ročník nejvyšší islandské fotbalové ligy. Podesáté zvítězil Fram Reykjavík.

## Tabulka
| Poř. | Tým                | Z | V | R | P | VG | OG | B |
| ---- | ------------------ | - | - | - | - | -- | -- | - |
| 1.   | Fram Reykjavík     | 3 | 2 | 1 | 0 | 5  | 1  | 5 |
| 2.   | Víkingur Reykjavík | 3 | 1 | 2 | 0 | 6  | 4  | 4 |
| 3.   | KR Reykjavík       | 3 | 1 | 1 | 1 | 7  | 4  | 3 |
| 4.   | Valur              | 3 | 0 | 0 | 3 | 2  | 11 | 0 |